# Festival Lumière 2010
Le Festival Lumière 2010 est la seconde édition du Festival Lumière.

## Déroulement et faits marquants
La seconde édition du festival a eu lieu du 4 au 10 octobre 2010.
Cette édition voit la création d'une nuit de cinéma à la Halle Tony-Garnier avec la projection de quatre films. Les films sont précédés d'extraits de grandes scènes comiques de l'histoire du cinéma. Derrière l'écran, des tapis de sol et des coussins sont mis à disposition des spectateurs pour effectuer une pause en cas de besoin. Un bar avec restauration légère est ouvert toute la nuit et au petit matin, à la fin du dernier film, un petit déjeuner est offert par l'organisation.
La création d'une grande projection pour le jeune public est aussi aménagée, sur le même lieu, le mercredi après-midi devant une assemblée d'environ quatre mille enfants.

### Prix Lumière
Le prix Lumière a été décerné à Miloš Forman « pour l'ensemble de son œuvre » par Emmanuelle Devos et Dominique Blanc avant la projection du film Amadeus en version director's cut.

### Rétrospectives
- Le cinéma de Luchino Visconti
- Le cinéma français oublié : Raymond Bernard
- Profondo rosso : le cinéma de Dario Argento

### Événements, invitations, hommages
- Soirée d'ouverture : projection de film Chantons sous la pluie (1952) en présence de son réalisateur Stanley Donen[3]
- Séance de clôture : projection du film Le Guépard de Luchino Visconti[3]
- Séance jeune public : projection du film Le Roi et l'Oiseau de Paul Grimault[1]
- Nuit de la comédie américaine - "Redécouvrez 4 comédies américaines cultes !" : The Big Lebowski de Joel et Ethan Coen, Un jour sans fin de Harold Ramis, Elle de Blake Edwards, Tonnerre sous les tropiques de Ben Stiller[1]
- Raretés US des années 70’
- Best of restaurations 2010
- Déjà classiques !
- Sublimes moments du muet
- Documentaires cinéma